# Chi Chuông tuyết
Chi Chuông tuyết (danh pháp khoa học: Soldanella), bao gồm khoảng 10 loài thuộc về họ Anh thảo (Primulaceae), có nguồn gốc ở các vùng rừng núi thuộc châu Âu, trong các khu vực như Pyrenees, Apennini, Alps, Carpati và Balkan. Các loài này sinh sống trong các bãi chăn thả ẩm ướt cũng như trong các cảnh quan núi đá ở cao độ từ 500-3.000 m trên mực nước biển, thông thường trong các vùng trũng lưu giữ tuyết khá lâu khi mùa hè đến.
Các loài này nói chung có nơ hình hoa thị cơ sở gồm các lá đơn hình tròn, rộng 1–5 cm, với các cuống hoa mọc từ tâm của mỗi nơ, mỗi cuống mang 1-6 hoa có màu từ trắng tới tím. Một số từ điển dịch chi này thành anh thảo là không chính xác, do anh thảo thuộc chi Primula.

## Hình ảnh

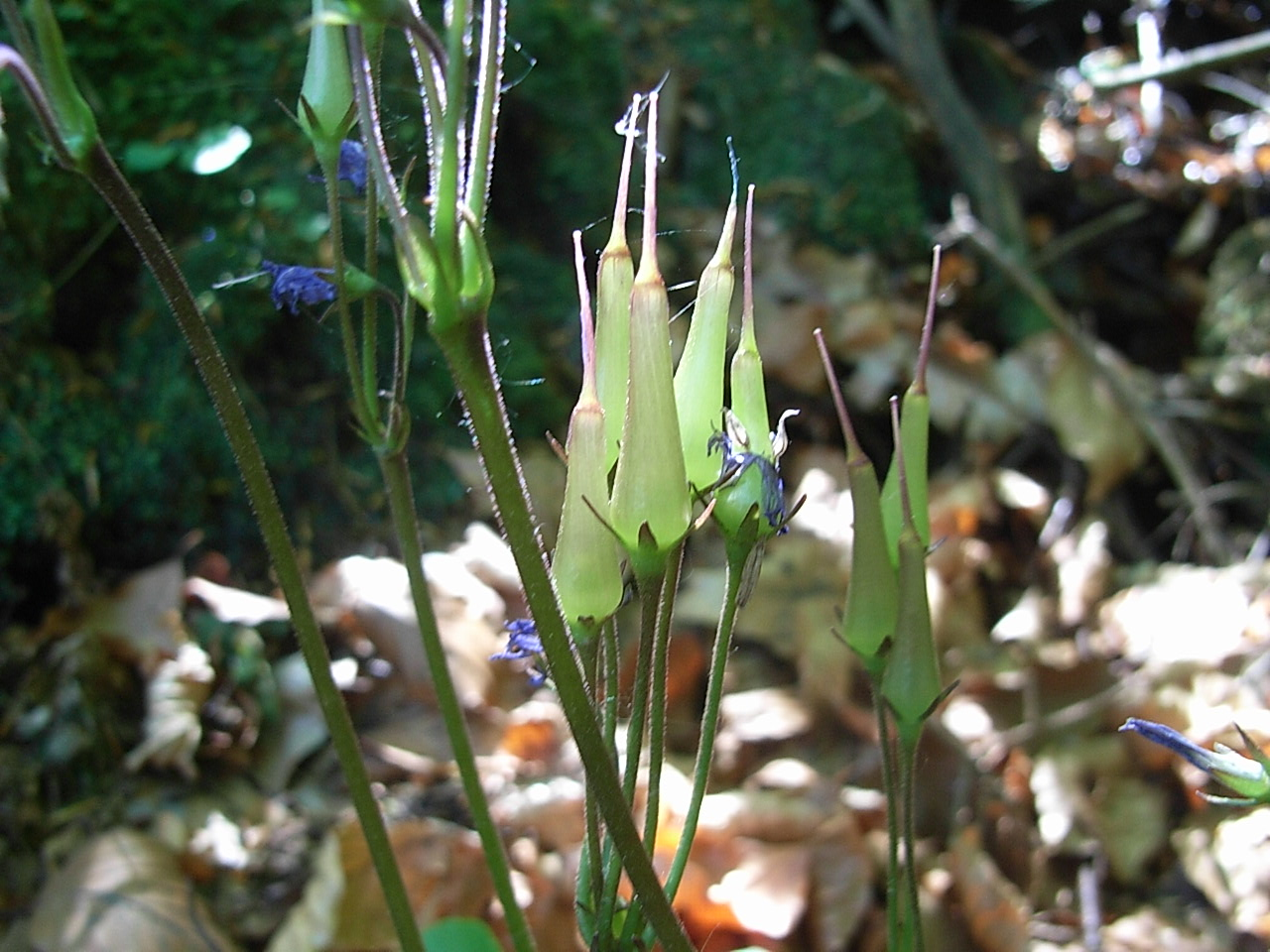
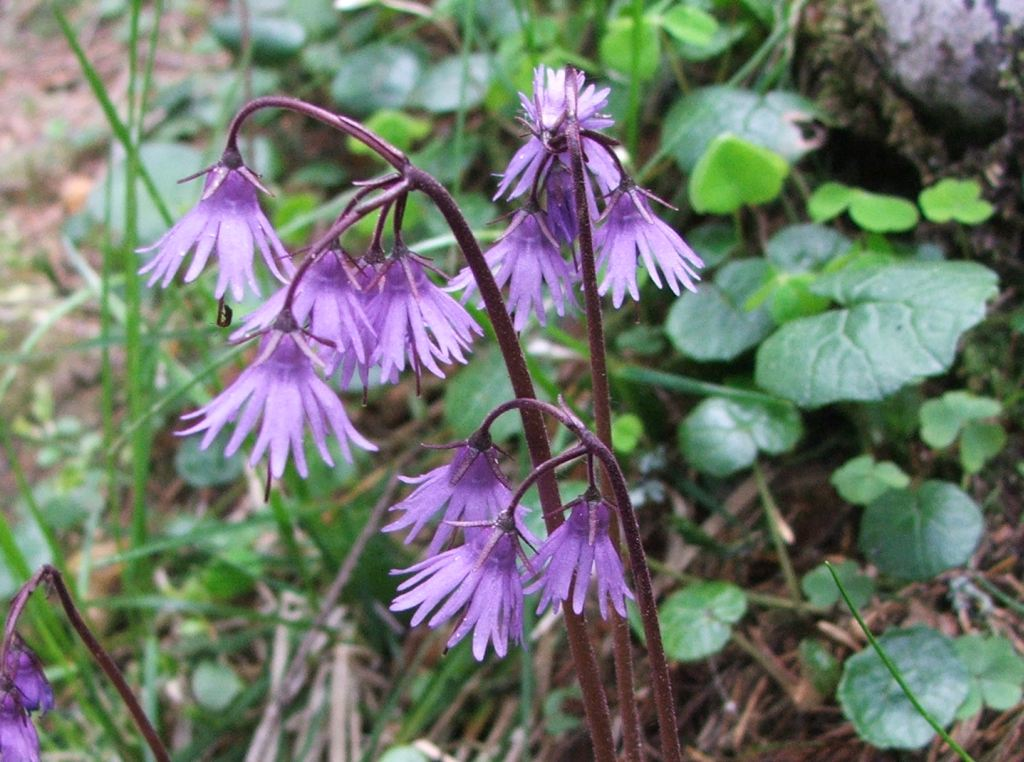
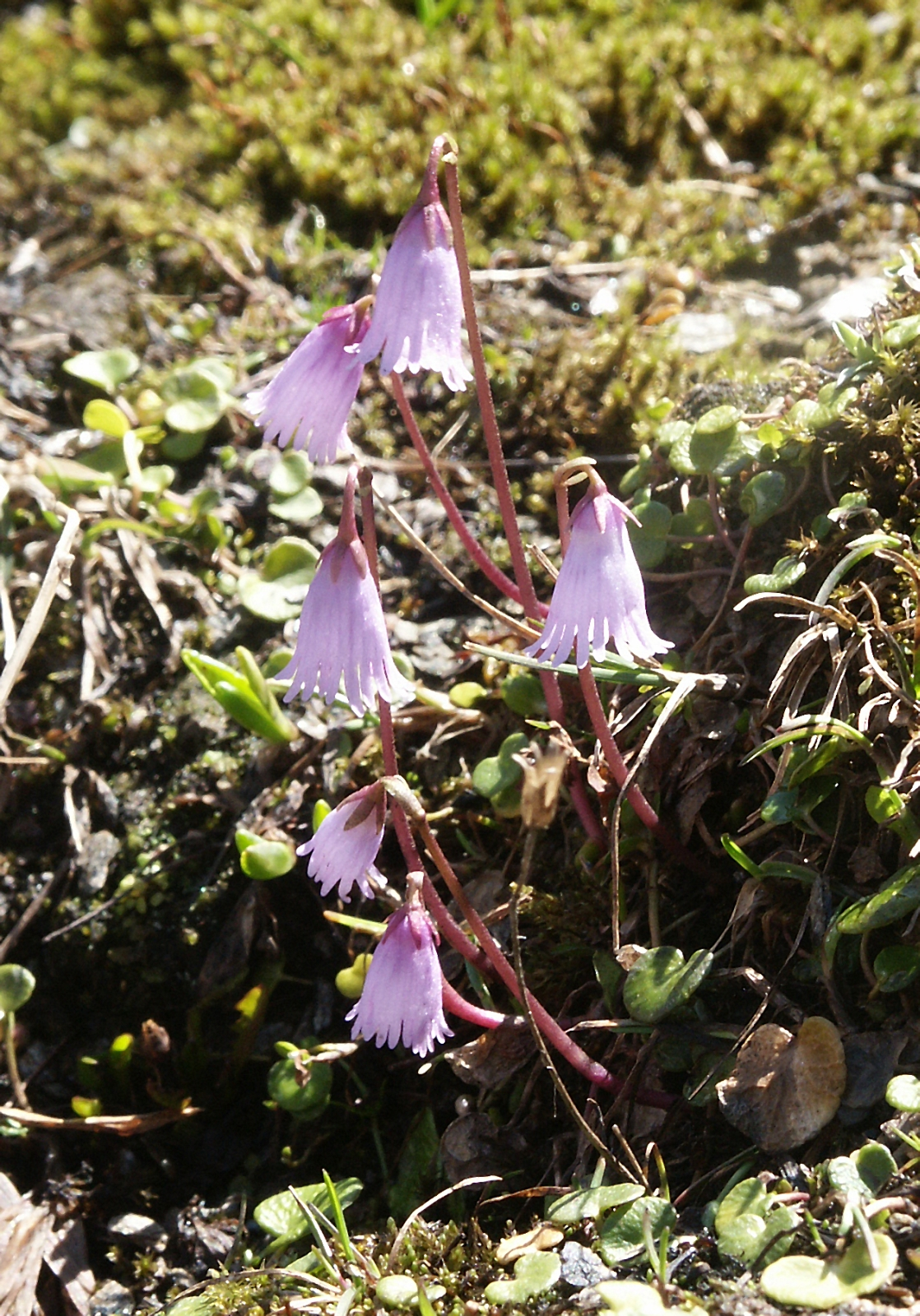
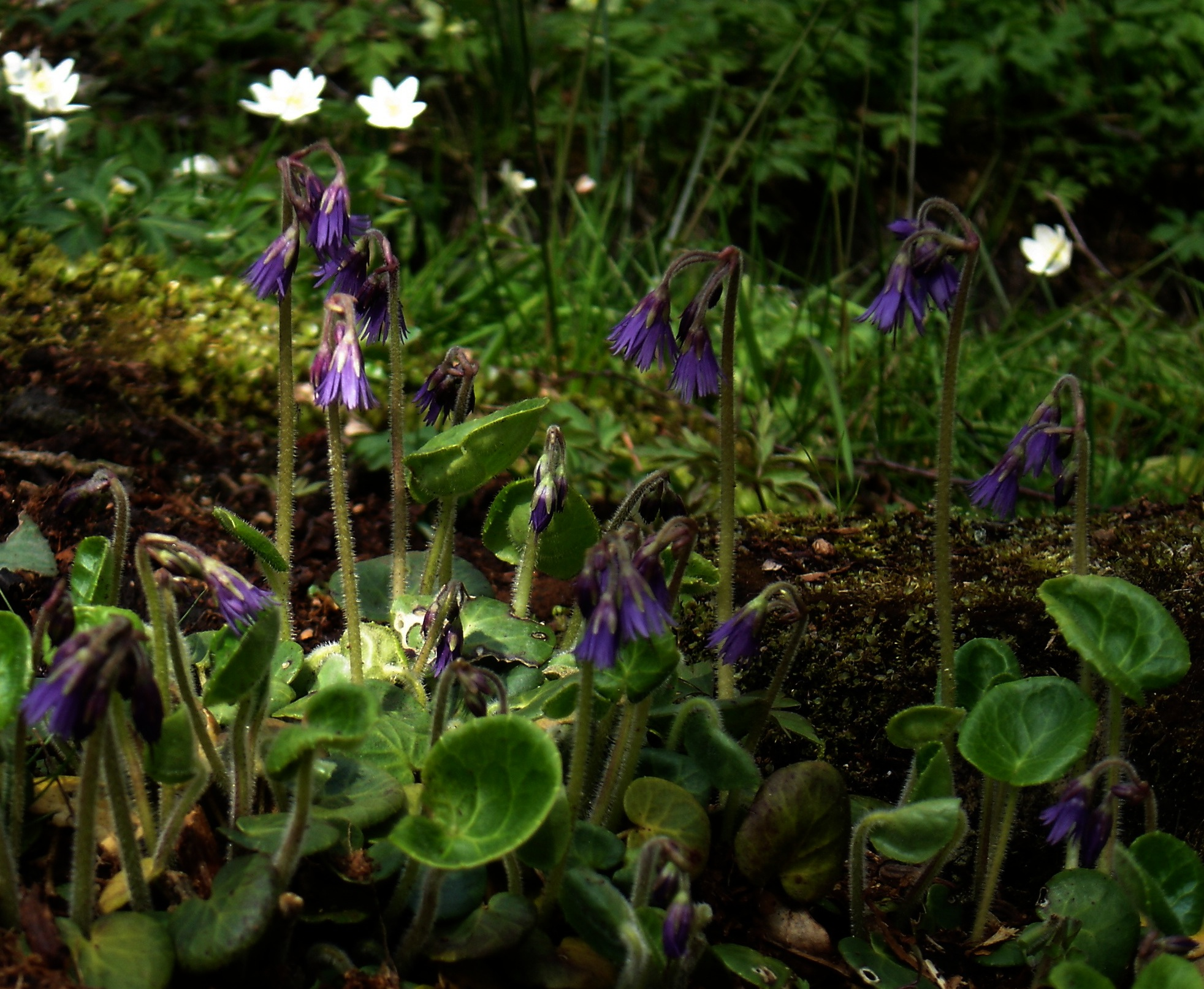

## Các loài
- Soldanella alpina
- Soldanella austriaca
- Soldanella carpatica
- Soldanella dimoniei
- Soldanella hungarica
- Soldanella minima
- Soldanella montana
- Soldanella pindicola
- Soldanella pusilla
- Soldanella villosa